# Історична психологія
Історична психологія — галузь психології, яка вивчає розвиток психіки в соціально-історичному аспекті, а також зміни людської психіки в історичному вимірі. 
Як складова частина психології розвитку Історична психологія вивчає історіогенез психіки у процесі становлення і розвитку цивілізацій, народів, суспільних станів, пов'язуючи великі цикли соціального часу з часом індивідуального розвитку - онтогенезом. Основним методом Історичної психології є історико-психологічна реконструкція, яка передбачає систематичність та повноту використання джерел-артефактів, що належать до певного історичного періоду чи об'єкта інтерпретації. Виникненню Історичної психології передували наукова традиція психологічної інтерпретації історичного процесу, історичний підхід до дослідження психічних процесів, функцій, суспільних феноменів (В.-М. Вундт, О. Потебня, І. Сікорський, О. Ткаченко). 
Безпосередніми попередниками Історичної психології вважають французьку школу "Анналів", американську психоісторію, школу культури і особистості. Сучасна Історична психологія вивчає ментальність історичних епох і періодів - первісних, античних, середньовічних та модерних часів. Нині значну увагу вчені приділяють уточненню методологічних принципів Історичної психології, екологічним функціям психіки в історії людства, культурній історії людського тіла, історичному трактуванню мови і мовлення, виникненню писемної ментальності. Нова інформаційна реальність, що надає перевагу візуальним образам у процесі передавання інформації, спонукала до поглибленого вивчення історії формування образних чинників сприйняття, пам'яті, мислення, творчості тощо. 
Українські фахівці вивчають особливості формування української ментальності, проблеми реконструкції закономірностей становлення героїчного характеру українського лицарства, козацтва, учасників визвольних змагань. Важливими здобутками української Історичної психології є визначення психологічного складу праукраїнської народності, реконструкція особистостей Бояна, В. Мономаха, вирішення питання авторства "Історії Русів".
Як спеціальна галузь психології оформилася у 1940-х роках у Франції. Її засновники: І. Мейєрсон, Ж. Вернан.
В Україні історична психологія як самостійна галузь психології з'явилась завдяки працям І. Г. Білявського.